# كريس هرد
كريستوفر هيرد (بالإنجليزية: Christopher "Chris" Herd)‏ وهو لاعب كرة قدم أسترالي في مركز المرفق ولد في يوم 4 أبريل 1989 في مدينة ملبورن في أستراليا وهو حالياً يلعب مع نادي أستون فيلا كما سبق له اللعب مع بورت فايل ونادي ويكومب واندريرز ونادي لنكولن سيتي ونادي بولتون واندررز كما لعب مع منتخب أستراليا لكرة القدم ويبلغ طوله 173 سم.

## روابط خارجية
- كريس هرد على موقع قاعدة بيانات كرة القدم.إي يو (الإنجليزية)
- كريس هرد على موقع ناشيونال فوتبول تيمز (الإنجليزية)
- كريس هرد على موقع Soccerbase.com (لاعب) (الإنجليزية)
- كريس هرد على موقع Soccerway.com (الإنجليزية)
- كريس هرد على موقع عالم كرة القدم.نت (الإنجليزية)
- كريس هرد على موقع AS.com (الإسبانية)